# Adam Wilhelm Moltke
Pour les autres membres de la famille, voir Moltke.
 (février 2016).
Si vous disposez d'ouvrages ou d'articles de référence ou si vous connaissez des sites web de qualité traitant du thème abordé ici, merci de compléter l'article en donnant les références utiles à sa vérifiabilité et en les liant à la section « Notes et références ».
Adam Wilhelm Moltke, né le 25 août 1785 et mort le 15 février 1864, est un homme d'État danois. Il a été Premier ministre du Danemark entre 1848 et 1852. Il a été le premier Premier ministre de la monarchie constitutionnelle danoise instaurée en 1848.

## Biographie
Petit-fils d'Adam Gottlob Moltke, un compagnon du roi Frédéric V et maréchal de la cour, il est né à Einsiedelsborg, sur l'île de Fionie, le 25 août 1785. Il passait pour être un propriétaire terrien humain et patriarcal, mais n'était pas un excellent politicien.
En 1845, il devient ministre des affaires financières. À la chute du dernier gouvernement de la monarchie absolue, il est renvoyé lui aussi, mais est rappelé après quelques jours pour former le nouveau gouvernement. Il est en effet considéré comme le chef le plus acceptable, tant en raison de ses vues modérées que de sa position sociale.
Le cabinet qu'il crée le 22 mars 1848 est appelé le cabinet de mars. Il est remplacé par le cabinet de novembre, le 16 novembre 1848, puis par le cabinet de juillet le 13 juillet 1851 et, enfin, par le cabinet d'octobre le 18 octobre 1851. Le gouvernement, qui est au départ libéral-conservateur, devient de plus en plus ouvertement conservateur, tant en raison du recul général des libéraux que des pressions étrangères.
Le 27 janvier 1852, Moltke est remplacé par Christian Albrecht Bluhme au poste de Premier ministre.